# Bertelsmann BKK
Die Bertelsmann BKK ist eine Betriebskrankenkasse mit Sitz in Gütersloh.

## Geschichte
Am 1. Juli 1957 nahm die BKK Mohn & Co GmbH als Krankenkasse den Dienst auf. Ein Beitritt war für die Mitarbeiter der technischen Betriebe des Hauses Bertelsmann möglich. Unter dem Namen BKK C. Bertelsmann Verlag wurde am 1. Januar 1960 für Mitarbeiter der Verwaltung und weitere kaufmännische Betriebe des Hauses Bertelsmann gegründet. Im Jahre 1974 fusionierten diese beiden Kassen zur BKK Bertelsmann AG.
Die im Jahre 1991 gegründeten Kassen BKK Reinhard Mohn GmbH und BKK Graphischer Großbetrieb Pößneck gingen 1992 in der BKK Bertelsmann AG auf. 1999 wurde der Name in BKK Bertelsmann geändert. In den Folgejahren wurde der Name noch einmal geändert, der heute gültige Name entstand: Bertelsmann BKK.
Beitrittsberechtigt sind Personen mit Wohnsitz oder Arbeitgeber in den Bundesländern Baden-Württemberg, Bayern, Berlin, Hamburg, Hessen, Mecklenburg-Vorpommern, Niedersachsen, Nordrhein-Westfalen, Sachsen und Thüringen sowie deren Familienangehörige in der Familienversicherung.